# Enneapterygius rhabdotus
Enneapterygius rhabdotus és una espècie de peix de la família dels tripterígids i de l'ordre dels perciformes.

## Morfologia
- Els mascles poden assolir 2,7 cm de longitud total.[1][2]

## Hàbitat
És un peix marí de clima tropical que viu entre 1-8 m de fondària.

## Distribució geogràfica
Es troba al Pacífic occidental central.